# Élie Colin
Élie Colin, född den 28 november 1852 i Graulhet (departementet Tarn), död den 10 april 1923, var en fransk jesuit och vetenskapsman. 
Colin grundade 1887 det astronomiska observatoriet i Tananarive på Madagaskar, vars föreståndare han var under 34 år. Han bedrev även forskning om jordmagnetismen. Colin tilldelades Valzpriset 1898 och blev korresponderande ledamot av Académie des sciences 1899.